# Australski emu rat
Australski rat protiv emua, poznat i kao Veliki rat protiv emua, bio je vojni pokušaj upravljanja populacijom divljih životinja u Australiji krajem 1932. godine kako bi se smirila javnost u vezi s glasinama o velikom broju emua koji pustoše okrug Campion u Zapadnoj Australiji. Neuspješni pokušaji smanjivanja populacije emua, velike australske neleteće ptice, uključivali su vojnike naoružane Lewisovim topovima, a to je potaknulo medije da događaje prozovu emu ratom.

## Uzroci
Nakon Prvog svjetskog rata veliki se broj australskih i britanskih veterana počeo baviti poljoprivredom u zapadnoj Australiji, često u rubnim područjima. Dolaskom Velike depresije 1929. godine, te se poljoprivrednike poticalo da povećaju svoje usjeve pšenice, a vlada je obećavala – iako nije uspjela isporučiti – pomoć u obliku subvencija. Unatoč preporukama i obećanim subvencijama, cijene pšenice nastavile su padati, a do listopada 1932. godine stvari su postajale sve intenzivnije jer su se poljoprivrednici pripremali za žetvu sezonskog usjeva, a istodobno su prijetili i odbijanjem prodaje pšenice.
Poteškoće s kojima su se suočavali poljoprivrednici povećane su dolaskom čak 20 000 emua. Emui redovito migriraju nakon svoje sezone parenja krećući se s kopna na obalu. S mnogo zemljišta prenamijenjenog za poljoprivredu i dodatnom vodoopskrbom sagrađenom za stoku zapadnoaustralskih poljoprivrednika, emui su uzeli da su kultivirana zemljišta dobra staništa i počeli prodirati u poljoprivredni teritorij, a pogotovo granično poljoprivredno zemljište oko Chandlera i Walgoolana. Emui su uništavali usjeve hraneći se, a ostavljali su i velike praznine u zaštitnoj ogradi omogućavajući prodor zečevima i daljnje probleme. 

## Početak rata
Poljoprivrednici su izrazili zabrinutost zbog ptica koje su uništavale njihove usjeve, a izaslanstvo bivših vojnika, a sadašnjih poljoprivrednika, poslano je ministru obrane, sir Georgeu Pearceu. Zbog svojeg su iskustva u Prvom svjetskom ratu vojnici bili svjesni učinkovitosti oružja, pa su zatražili njegovu upotrebu. Ministar je prihvatio njihove prijedloge dodajući svoje uvjete: oružjem će se koristiti vojno osoblje, prijevoz tereta financirat će zapadna australska vlada, a poljoprivrednici će osigurati hranu, smještaj i plaćanje streljiva. Pearce je također podržavao zahvat jer se smatralo da su ptice dobre za vježbanje ciljanja, a, kako su neki članovi vlade to vidjeli kao pomoć zapadnoaustralskim poljoprivrednicima, u tu (propagadnu) svrhu unajmljena je snimateljica Fox Movietona. 

## Tijek rata
Vojna prisutnost trebala je početi u listopadu 1932. godine. „Rat” se odvijao pod zapovjedništvom bojnika G.P.W. Meredith iz sedme teške bitnice Royal Australian Artilleryja. S Meredithom u zapovjednoj ulozi nad nekoliko vojnika naoružanih dvama Lewisovim topovima i 10 000 rundi streljiva. Operacija je, međutim, odgođena zbog kišnog razdoblja koje je uzrokovalo rasipanje emua u širem području. Kiša je prestala do 2. studenoga 1932. kada su postrojbe razmještene sa zapovijedima da pomognu poljoprivrednicima i, prema novinskim izvještajima, naredbom za prikupljanje 100 komada kože emua kako bi se njihovo perje moglo iskoristiti za izradu šešira lakokonjaničkih postrojbi. 

### Prvi pokušaj
Dana 2. studenoga vojnici su otputovali u Campion gdje je zapaženo oko 50 emua. Budući da su ptice bile izvan dosega oružja, lokalni doseljenici pokušavali su napraviti zasjede za emue, ali ptice su se podijelile u male skupine i trčale tako da ih je bilo teško pogoditi. Ipak, dok je prva runda iz pušaka bila neučinkovita zbog dometa, druga runda pucnjave uspjela je ubiti „nešto” ptica. Kasnije tog dana naišli su na maleno jato, pa je ubijeno „možda desetak” ptica. 
Sljedeći bitan događaj bio je 4. studenog. Meredith je uspostavio zasjedu u blizini lokalne brane, a uočeno je više od 1000 emua koji su se približavali njihovom položaju. Ovaj su put vojnici čekali da se ptice dovoljno približe prije otvaranja vatre. Korištena puška pri tome bi se zaglavila nakon što je ubijeno samo dvanaest ptica, a ostatak ptica raspršio se prije nego što su ih mogli ubiti. Tog dana nije primijećeno još ptica.
U sljedećim danima Meredith se odlučio uputiti na jug gdje je dojavljeno da su ptice „skoro pa pitome”, ali to je svejedno polučilo samo ograničeni uspjeh. U jednom je trenutku Meredith čak postavio pušku na kamion, međutim, i taj pokušaj je propao jer se kamion nije uspio približiti pticama, a vožnja je bila takva da vojnik koji je trebao pucati nije uopće bio u stanju pucati. Izvješća o ubijenim pticama nepouzdana su. Negdje se tvrdi o samo 50, a drugdje procjene idu od 200 do 500 ptica po pričama doseljenika. Meredith je u službenom izvještaju naveo da nitko od njegovih ljudi nije nastradao.

Sažimajući rezultate, ornitolog Dominic Serventy komentirao je: 
| » | Snovi mitraljezaca o masovnom klanju emua su se brzo raspršili. Čak je naređena i upotreba gerilskih taktika, no takva cjepkanja vojske su samo učinila upotrebu vojne opreme neekonomičnom. Vojska se nakon toga povukla s „bojišnice” otprilike nakon mjesec dana „borbe”. | « |
|   | |   |

Dana 8. studenoga zastupnici su u australskom parlamentu raspravljali o operaciji. Zbog negativnih povratnih informacija iz lokalnih medija koji su zaključivali da je ubijeno samo par ptica Pearce je povukao vojno osoblje i oružje 8. studenog. Nakon povlačenja, bojnik Meredith usporedio je emue sa Zuluima i komentirao zapanjujuću prilagodljivost i izdržljivost emua, pa čak i onih teško ranjenih.
| »       | Da smo imali vojnu diviziju koja bi mogla upotrebljavati oružje, a s kapacitetima ovih ptica, ona bi mogla poraziti svaku vojnu silu na svijetu. Mogu podnijeti strojnice bolje nego tenkovi. Oni su poput Zulua koje čak ni dum-dum meci ne mogu zaustaviti. | « |
| {{{2}}} | |   |

### Drugi pokušaj
Nakon što se vojska povukla, napadi emua na usjeve nastavili su se. Poljoprivrednici su opet tražili pomoć navodeći povišene temperature i sušu koja je nanijela „invaziju emua” na farme u tisućama. James Mitchell, zapadnoaustralski premijer podupro je nastavak vojnih aktivnosti. Također, izvješće vojnog zapovjednika naglasilo je da je u prvoj operaciji pobijeno 300 emua.
Zbog tih zahtjeva vojna je uprava odobrila nastavak vojnih operacija. Iako se vojska složila naoružati zapadnoaustralske farmere, Meredith je opet postavljen na zapovjednu odgovornost zbog očita manjka iskusnih vojnika u državi. Operacija je pokrenuta 13. studenog 1932. i je bila uspješna prva dva dana s otprilike 40 ubijenih emua. Treći dan (15. studenoga) bio je puno manje uspješan, ali od 2. prosinca zabilježeno je da je ubijeno oko 100 emua tjedno. Meredith je opozvan 10. prosinca, a izvijestio je da je ubijeno 986 ptica. U dodatku je tvrdio da je još 2500 ptica uginulo od rana zadobivenih u „borbama”.

## Posljedice
Bez obzira na probleme organizacije poljoprivrednici su opet zatražili vojnu pomoć 1934., 1943. i 1948., samo kako bi ih vlast odbila. Umjesto toga primijenjen je sustav „nagrade na glavu” iz 1923. godine i to je imalo više uspjeha. Čak 57034 nagrade podignute su u razdoblju od 6 mjeseci 1934. godine.
Do prosinca se 1932. godine vijest o ratu protiv emua proširila došavši do Ujedinjenog Kraljevstva. Neki konzervativci prosvjedovali su protiv „klanja rijetkih emua”. Dominic Serventy, poznati australski ornitolog opisao je akciju kao „pokušaj masovnog uništavanja ptica”.